# Iker Romero
Iker Romero Fernández (* 15. Juni 1980 in Vitoria-Gasteiz) ist ein spanischer Handballtrainer, der zuvor als Handballspieler auf der Spielposition im Rückraum aktiv war. Er wurde mehrfach spanischer Meister und gewann einen Weltmeistertitel.

## Handballspieler
Iker Romero begann im Alter von acht Jahren mit dem Handballspielen. Im Alter von 16 Jahren wurde er vom Verein BM Valladolid verpflichtet.

### Vereinskarriere
1997 unterschrieb Iker Romero bei seinem ersten Profiteam, BM Valladolid. Er debütierte mit der Mannschaft aus Valladolid im Alter von 17 Jahren in der Liga Asobal, Spaniens erster Liga, im Spiel gegen CB Naranco de Oviedo, bei dem ihm Alberto Entrerríos gegenüber stand. Das Team belegte die Plätze 5, 6 sowie zuletzt 10 in der Liga.
Ab 2000 spielte er für eine Saison bei Ademar León, mit denen er 2001 die spanische Meisterschaft gewann.
Im Jahr 2001 wechselte er mit einem Dreijahresvertrag zu BM Ciudad Real. Hier gewann er 2003 die Copa del Rey sowie in den Spielzeiten 2001/2002 und 2002/2003 den Europapokal der Pokalsieger. Nachdem Romero mit dem Trainer von Ciudad Real, Juan de Dios Román, nicht zurecht kam, verließ er vorzeitig den Verein aus Ciudad Real und ging zum Ligakonkurrenten nach Barcelona.
Zum Sommer 2003 unterschrieb er beim FC Barcelona (Barça), bei dem er zunächst einen Vertrag für zwei Jahre erhielt. Barça bot im Jahr 2005 Romeros Ex-Verein BM Ciudad Real eine Ablöseprämie in Höhe von 700.000 Euro. Mit dem Team aus Barcelona gewann er in den Spielzeiten 2005/2006 und 2010/2011 die spanische Meisterschaft, 4 Mal die Copa del Rey, 4 Mal die Supercopa de España, 2004 den europäischen Supercup sowie 2004/2005 und 2010/2011 die EHF Champions League.
Romero wechselte 2011 nach Deutschland und spielte ab der Saison 2011/12 in der Bundesliga mit einem Dreijahresvertrag bei den Füchsen Berlin, mit denen er den DHB-Pokal 2013/14 sowie den EHF-Pokal 2014/15 gewann. Ab Juli 2013 war er Mannschaftskapitän des Teams. Nachdem er im April 2014 bekannt gab, dass er seine Karriere am Saisonende beenden und in seine Heimat zurückkehren werde, revidierte er diesen Entschluss im Mai 2014 und verlängerte seinen Vertrag in Berlin bis 2015. Anschließend beendete er seine Karriere. Als Torhymne wurde in Berlin für ihn stets „Eviva España“ eingespielt.
Saisonbilanzen
| Saison    | Verein                            | Spielklasse                       | Spiele | Tore   | Tore    | Tore     |
| Saison    | Verein                            | Spielklasse                       | Spiele | Summe  | 7-Meter | Feldtore |
| --------- | --------------------------------- | --------------------------------- | ------ | ------ | ------- | -------- |
| 1997/98   | BM Valladolid                     | Liga Asobal                       | 11     | 06     | ?       | ?        |
| 1998/1999 | BM Valladolid                     | Liga Asobal                       | 06     | 07     | ?       | ?        |
| 1999/2000 | BM Valladolid                     | Liga Asobal                       | 25     | 136    | ?       | ?        |
| 2000/2001 | Ademar León                       | Liga Asobal                       | 22     | 124    | ?       | ?        |
| 2001/02   | BM Ciudad Real                    | Liga Asobal                       | 30     | 136    | ?       | ?        |
| 2002/03   | BM Ciudad Real                    | Liga Asobal                       | 29     | 123    | ?       | ?        |
| 2003/04   | FC Barcelona                      | Liga Asobal                       | 27     | 123    | ?       | ?        |
| 2004/05   | FC Barcelona                      | Liga Asobal                       | 29     | 165    | ?       | ?        |
| 2005/06   | FC Barcelona                      | Liga Asobal                       | 28     | 161    | ?       | ?        |
| 2006/07   | FC Barcelona                      | Liga Asobal                       | 30     | 180    | ?       | ?        |
| 2007/08   | FC Barcelona                      | Liga Asobal                       | 29     | 197    | ?       | ?        |
| 2008/09   | FC Barcelona                      | Liga Asobal                       | 23     | 102    | ?       | ?        |
| 2009/10   | FC Barcelona                      | Liga Asobal                       | 25     | 074    | ?       | ?        |
| 2010/11   | FC Barcelona                      | Liga Asobal                       | 29     | 091    | ?       | ?        |
| 1997–2011 | gesamt                            | gesamt                            | 343    | 1625   | ?       | ?        |
| 2011/12   | Füchse Berlin                     | Bundesliga                        | 27     | 066    | 15      | 51       |
| 2012/13   | Füchse Berlin                     | Bundesliga                        | 23     | 050    | 01      | 49       |
| 2013/14   | Füchse Berlin                     | Bundesliga                        | 33     | 096    | 26      | 70       |
| 2014/15   | Füchse Berlin                     | Bundesliga                        | ?      | ?      | ?       | ?        |
| 2011–2015 | gesamt                            | gesamt                            | > 093  | > 212  | > 42    | > 170    |
| 1997–2015 | gesamt (Liga Asobal & Bundesliga) | gesamt (Liga Asobal & Bundesliga) | > 436  | > 1837 | ?       | ?        |

### Auswahlmannschaften

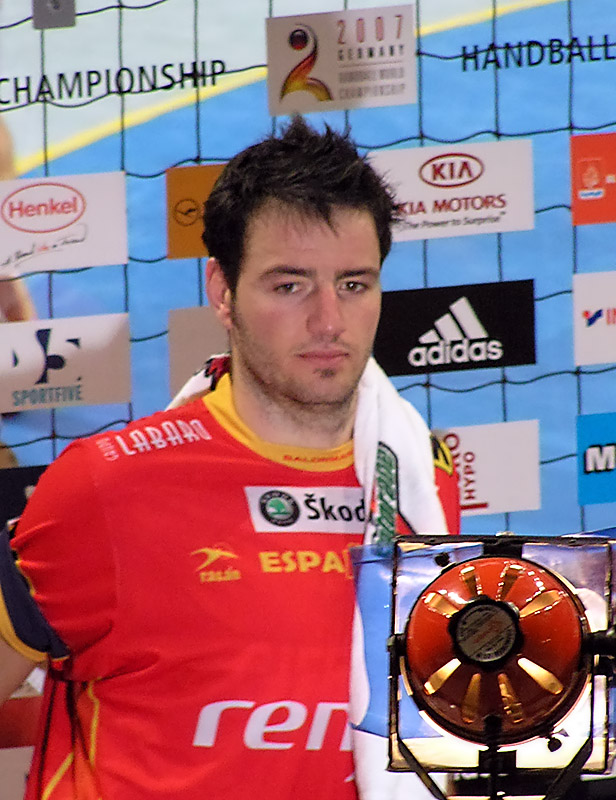
Iker Romero bei der Weltmeisterschaft 2007

Iker Romero spielte von 1997 bis 2014 in den Auswahlmannschaften der Real Federación Española de Balonmano (RFEBM).
Er debütierte für Spaniens Nationalauswahl mit der Jugendnationalmannschaft am 20. Juli 1997 gegen Schweden bei den europäischen Olympischen Sommer-Jugendtagen 1997. Mit dem Team nahm er auch an der U-18-Europameisterschaft 1999 teil, bei der Spanien den 2. Platz belegte. Bis August 1999 wurde Romero in 24 Spielen der Jugendauswahl aufgeboten und warf darin 114 Tore.
Im Januar 2000 wurde Romero in die Juniorennationalauswahl berufen. Mit ihr nahm er an der U-20-Europameisterschaft 2000 (3. Platz) und der U-21-Weltmeisterschaft 2001 (3. Platz) teil. Bis September 2001 bestritt er insgesamt 35 Spiele und erzielte 204 Tore für Spanien.
Romero lief am 31. Oktober 2001 erstmals für die spanische A-Nationalmannschaft auf. Er debütierte beim Supercup 2001 im Spiel gegen Kroatien, in dem er vier Tore warf. Er nahm an der Europameisterschaft 2002 (7. Platz), der Weltmeisterschaft 2003 (4. Platz), dem Supercup 2003 (1. Platz), der Europameisterschaft 2004 (10. Platz) sowie am Handballwettbewerb bei den Olympischen Sommerspielen 2004 (7. Platz) teil. Bei der Weltmeisterschaft 2005 in Tunesien gewann Romero mit der Auswahl Spaniens die Goldmedaille. Er spielte mit der Auswahl beim Supercup 2005 (5. Platz), bei der Europameisterschaft 2006 (2. Platz), beim World Cup 2006 (7. Platz), der Weltmeisterschaft 2007 (7. Platz), der Europameisterschaft 2008 (9. Platz), bei den Olympischen Spielen 2008 (3. Platz), der Weltmeisterschaft 2009 (13. Platz), der Europameisterschaft 2010 (10. Platz), bei der Weltmeisterschaft 2011 (3. Platz), beim Supercup 2011 (1. Platz) sowie bei der Europameisterschaft 2012 (4. Platz). Sein letztes Spiel im Dress der spanischen Nationalmannschaft bestritt Iker Romero am 4. Juni 2014 in einem Freundschaftsspiel gegen Polen. Insgesamt wurde er von 2001 bis 2014 in 200 Länderspielen für die RFEBM-Auswahl eingesetzt, in denen er 753 Tore warf.
Mit den 753 Toren für Spaniens A-Auswahl ist er zweitbester Torschütze der spanischen Nationalauswahl (hinter Juan García mit 822 Toren).

## Handballtrainer
Als Handballtrainer war Iker Romero ab 2017 aktiv.
Er war zunächst ab der Saison 2017/18 bis 2021 beim deutschen Bundesligisten TSV Hannover-Burgdorf als Co-Trainer der ersten Mannschaft neben seinem Landsmann Antonio Carlos Ortega sowie als Trainer der Nachwuchsabteilung des Vereins tätig. Seit der Saison 2021/22 trainiert er die SG BBM Bietigheim, mit dem ihm in der Zweitligasaison 2023/2024 der Aufstieg in die 1. Bundesliga gelang.
In der Saison 2025/26 wird er neben der SG BBM Bietigheim auch die Nationalmannschaft Österreichs betreuen, 2026 beendet er seine Tätigkeit in Bietigheim und wird einzig als Nationaltrainer Österreichs tätg sein. Sein Vertrag mit dem Österreichischen Handballbund (ÖHB) läuft bis Sommer 2028.

## Funktionär
Für die Real Federación Española de Balonmano (RFEBM) war Romero bei der Europameisterschaft 2018, bei der das spanische Team erstmals Europameister wurde, als Teammanager tätig.

## Erfolge (Auswahl)
- 1 × Weltmeister: 2005
- im All-Star-Team der Europameisterschaft 2006[15]
- 2 × Supercup: 2003 und 2011
- 3 × Spanischer Meister: 2000/2001 mit Ademar León[3] sowie 2005/2006 und 2010/2011 mit Barça[24]
- 4 × Copa del Rey: 2003 mit BM Ciudad Real sowie 2004, 2007, 2009 und 2010 mit Barça[24]
- 4 × Supercopa de España: 2004, 2007, 2009 und 2010 mit Barça[24]
- 1 × Copa Asobal: 2009/2010 mit Barça[24]
- 2 × Europapokal der Pokalsieger: 2001/2002 und 2002/2003 mit Ciudad Real
- 2 × EHF-Champions-League-Gewinner: 2004/2005 und 2010/2011 mit Barça[24]
- 1 × Europäischer Supercup: 2003/2004 mit Barça[24]
- 1 × DHB-Pokal: 2013/2014 mit Füchse Berlin
- 1 × EHF-Pokal: 2014/2015 mit Füchse Berlin

## Ehrungen
Die Füchse Berlin ehrten Iker Romero im September 2015, indem sie sein Trikot mit der Rückennummer 18 neben denen von Diethard Finkelmann und Petr Štochl unter der Hallendecke in der sogenannten Legendengalerie  aufhängten.
Der spanische Handballverband RFEBM entsendete Romero zur Europameisterschaft 2016 als Botschafter des Handballs.

## Privates
Iker Romero ging im Alter von 14 Jahren von der Schule in Vitoria-Gasteiz ab und arbeitete bis zu seinem 16. Lebensjahr und der Verpflichtung durch BM Valladolid in einer Waschstraße. Nach dem Ende seiner aktiven Handballkarriere 2015 schloss er ein Master-Studium und einen Trainerlehrgang ab.
Romero heiratete 2016 die deutsche Handballspielerin Laura Steinbach. Das Paar hat zwei Kinder.